# صلاح الصيادي
صلاح الصيادي سياسي يمني الأمين العام لحزب الشعب الديمقراطي «حشد» سابقاً من مواليد 19 نوفمبر 1970 م قرية العبارا مديرية الضالع محافظة الضالع
تلقى تعليمية الابتدائي بمدارس علي عنتر بحبيل السوق الضالع ومدرسة الشهيد الجعدي بمدينة الضالع وتعليمية المتوسط والثانوي بمدرستي النجمة الحمراء والشهيد قميح بمحافظة لحج ودراسته الجامعية بكلية التجارة والاقتصاد بجامعة صنعاء تخصص إدارة أعمال
مؤسس وامين عام حزب 'حزب الشعب الديمقراطي ( حشد )' واعيد انتخابه بالمؤتمر العام الثاني فبراير2011م

## المؤهلات العلمية
1. بكالوريوس تجارة واقتصاد - جامعة صنعاء .

## أماكن العمل
- ألأمين العام لــ حزب الشعب الديمقراطي ( حشد )
- الناطق الرسمي لأحزاب التحالف الوطني الديمقراطي
- من مؤسسي اتحاد شباب اليمن
- عدة اتحادات ومنظمات مجتمع مدني
- عضو مؤتمر الأحزاب العربية
- عضو مرشح للمؤتمر العربي العربي ... والعربي الإسلامي
- عضو بالمؤتمر العربي العام بيروت
- ضمن الوفد اللي مثل اليمن في مجلس التعاون الخليجي المخصص لمناقشة المبادرة الخليجية الخاصة بالشأن اليمني أبو ظبي 2011م
- عضو اللجنة الفنية للإعداد للحوار الوطني الشامل.
- عضو مؤتمر الحوار الوطني الشامل